# La7

Logo italské soukromé televizní stanice La7

La7 (La Sette) je italská soukromá televizní stanice.
Vysílá nonstop v digitální síti DVB-T po celé Itálii a také kódovaně na satelitu Hot Bird. Přístup je umožnem pouze se speciální kartou TivuSat.
Kanál La 7 je určen divákům především nad 30 let a vysílá filmy, seriály, talk show a zábavné pořady. Kanál také klade velký důraz na informace, sport a dokumenty. La 7 jako jediná televize v Itálii vysílá vybrané zápasy americkéhod fotbalu a mistrovství světa v Yachtingu.
La 7 jako jedna z mála soukromých stanic v Itálii klade velký důraz na politiku a vysílá velmi sledovanou a kontroverzní talk show o politice Otto e mezzo. Jako jediná televize v Itálii vysílá v nočních hodinách zpravidla od 2 hod do 6 hodin vybrané pořady stanice CNN s italskými titulky.

## Výběr seriálů
- Inspektor Tibbs
- Mike Hammer
- Star Trek
- Murder Call
- Cold Squad